# Carl Milliken
Carl Elias Milliken, född 13 juli 1877 i Pittsfield, Maine, död 1 maj 1961 i Springfield, Massachusetts, var en amerikansk republikansk politiker och affärsman. Han var Maines guvernör 1917–1921.
Milliken utexaminerades 1897 från Bates College och avlade två år senare sin masterexamen vid Harvard. Som affärsman inledde han sin karriär inom timmerbranschen. Han var general manager först för Mattawamkeag Lumber Company, sedan för Stockholm Lumber Company och därefter för Howard Axe Company. Inom telefoni var han verkställande direktör för Katahdin Farmer's Telephone Company.
Milliken efterträdde 1917 Oakley C. Curtis som guvernör och efterträddes 1921 av Frederic Hale Parkhurst. År 1917 undertecknade han lagen om kvinnlig rösträtt. Milliken efterträdde i januari 1926 Courtland Smith som sekreterare för Motion Picture Producers and Distributors of America (numera lobbyorganisationen Motion Picture Association of America), ett organ som utövade självcensur i Hollywood. En viktig del av hans uppdrag var att förhandla med protestantiska kyrkor. År 1947 pensionerades han från MPPDA.